# Bohdanivka, Petrove
Bohdanivka (în ucraineană Богданівка) este localitatea de reședință a comunei Bohdanivka din raionul Petrove, regiunea Kirovohrad, Ucraina.

## Demografie
Componența lingvistică a localității Bohdanivka
     Ucraineană (96,55%)
     Rusă (2,82%)
     Alte limbi (0,31%)
Conform recensământului din 2001, majoritatea populației localității Bohdanivka era vorbitoare de ucraineană (96,55%), existând în minoritate și vorbitori de rusă (2,82%).